# توري هيغينسون
توري هيغينسون هي ممثلة كندية، ولدت في 6 ديسمبر 1969 ببيرلينجتون في كندا.

## أعمال

### أفلام
- (1996) المريض الإنجليزي[4]

### مسلسلات
- ستارغيت أتلانتس

## وصلات خارجية
- توري هيغينسون على موقع IMDb (الإنجليزية)
- توري هيغينسون على موقع ألو سيني (الفرنسية)
- توري هيغينسون على موقع أول موفي (الإنجليزية)
- توري هيغينسون على موقع قاعدة بيانات الأفلام السويدية (السويدية)
- توري هيغينسون على موقع إن إن دي بي (الإنجليزية)
- توري هيغينسون على موقع قاعدة بيانات الفيلم (الإنجليزية)
- توري هيغينسون على موقع كينوبويسك (الروسية)